# ناثان ويب
ناثان ويب (بالإنجليزية: Nathan Webb)‏ (9 يوليو 1998 في المملكة المتحدة - ) هو لاعب كرة قدم بريطاني في مركز الهجوم.

## وصلات خارجية
- ناثان ويب على موقع قاعدة بيانات كرة القدم.إي يو (الإنجليزية)
- ناثان ويب على موقع Soccerbase.com (لاعب) (الإنجليزية)
- ناثان ويب على موقع Soccerway.com (الإنجليزية)